# Memory (EP)
Memory es el cuarto EP del grupo surcoreano Mamamoo. Fue publicado el 7 de noviembre de 2016 por Rainbow Bridge World y distribuido por CJ E&M Music. Contiene ocho canciones e incluye los sencillos «New York» y «Décalcomanie», así como «Woo Hoo», de la banda sonora de LG G5 And Friends OST.

## Lista de canciones
| N.º | Título                          | Letras                                                  | Música                    | Duración |  |
| 1.  | «Memory» (그리고 그리고 그려봐) | Solar, Moonbyul, Kim Do-hoon                            | Kim Do-hoon               | 3:52     |  |
| 2.  | «Décalcomanie» (데칼코마니)     | Solar, Moonbyul, Hwasa, Kim Do-hoon                     | Kim Do-hoon               | 3:36     |  |
| 3.  | «New York»                      | Moonbyul, Park Woo-sang                                 | Park Woo-sang             | 3:02     |  |
| 4.  | «Moderato» ((feat. Hash Swan))  | Wheein, Park Woo-sang, Hash Swan                        | Wheein, Park Woo-sang     | 3:59     |  |
| 5.  | «Angel»                         | Park Woo-sang, Park                                     | Park Woo-sang, Park       | 3:33     |  |
| 6.  | «Dab Dab»                       | Park Woo-sang, Kim Ma-cho                               | Park Woo-sang, Kim Ma-cho | 2:50     |  |
| 7.  | «I Love Too» (놓지 않을게)      | Moonbyul, Solar, Hwasa                                  | Kim Do-hoon               | 4:25     |  |
| 8.  | «Woo Hoo» (기대해도 좋은 날)    | Cosmic Sound, Cosmic Girl, Jang Yoon-seo, Park Woo-sang | Cosmic Sound, Cosmic Girl | 3:14     |  |